# Anoal Hernández
Anoal Roberto Hernández Diego (Puerto Cortés, Cortés, Honduras; 3 de diciembre de 1996) es un futbolista hondureño. Juega como defensa y su actual equipo es el  Pachuca de la Primera División de México.

## Trayectoria
Surgido de las reservas del Olimpia. A comienzos de 2014, con el arribo de Héctor Vargas a la dirección técnica, se perfiló como uno de los principales candidatos juveniles para consolidarse en el club, pero finalizó siendo marginado a segundo plano. En marzo de ese año estuvo a prueba con el Ajax de Ámsterdam, pero no alcanzó a firmar.
El 22 de agosto de 2015 se concretó su fichaje por el club Montalegre de Portugal. Unos meses después, exactamente el 25 de abril de 2016, luego de haber acumulado un total de 13 juegos disputados, alcanzó el ascenso a la Segunda División de Portugal.
El 22 de diciembre de 2016 se anunció su traspaso por 3 años al Pachuca de México, en donde comenzará a tener participación con el equipo Sub-20.

## Selección nacional
Disputó el Campeonato Sub-17 de la Concacaf de 2013 realizado en Panamá, debutando en este certamen el 7 de diciembre de 2012 la Selección de El Salvador, en el partido que terminó con victoria catracha de 5 a 2. También estuvo presente en la convocatoria de jugadores que disputaron la Copa Mundial de Fútbol Sub-17 de 2013, donde alcanzaron la instancia de cuartos de final cayendo derrotados ante Suecia.

### Participaciones en Copas del Mundo
| Mundial                | Sede                   | Resultado        | Partidos | Goles |
| ---------------------- | ---------------------- | ---------------- | -------- | ----- |
| Mundial Sub-17 de 2013 | Emiratos Árabes Unidos | Cuartos de Final | 4        | 0     |

## Clubes
| Club       | País     | Año             |
| ---------- | -------- | --------------- |
| Montalegre | Portugal | 2015 - 2016     |
| Pachuca    | México   | 2017 - Presente |